# Robin Bank (pel·lícula)
|  | Aquest article tracta sobre el documentari de 2022. Si cerqueu l'activista català en el qual es basa el documental, vegeu «Enric Duran i Giralt». |

Robin Bank és una pel·lícula catalana escrita i dirigida per Anna Giralt Gris i estrenada l'any 2022.

## Sinopsi
El documental narra la història d'Enric Duran i Giralt, un activista català autor d'un dels desfalcs més sonats del segle XXI a Europa. Durant més de dos anys, i després d'haver estudiat el sistema bancari a fons, va planificar una estratègia per aconseguir mig milió d'euros a través de 68 crèdits sol·licitats a 39 entitats bancàries. No els va tornar mai i va destinar els diners a projectes socials.

## Premis i Festivals
La pel·lícula es va estrenar al Festival Internacional de Documental de Thessaloniki el març de 2022. La pel·lícula va seguir el seu recorregut al Festival de Màlaga, CPH DOX, Ambulant, DocsBarcelona, entre d'altres, on es va alçar amb el premi del públic. Estrenada comercialment a Espanya i Alemanya. La pel·lícula ha estat seleccionada en més de 20 festivals nacionals i internacionals i va ser pel·lícula candidata a millor documental als 37 premis Goya. És una coproducció entre GusanoFilms i IndiFilm, amb Televisió de Catalunya i ART La Lucarne.